# Congettura dei numeri primi gemelli
La congettura dei numeri primi gemelli è un famoso problema irrisolto della teoria dei numeri che riguarda i numeri primi. Essa fu proposta per la prima volta da Euclide intorno al 300 a.C. e afferma:
Esistono infiniti numeri primi {\displaystyle p} tali che anche {\displaystyle p+2} sia un numero primo.
Due numeri primi che differiscono di 2 sono chiamati primi gemelli. Molti teorici dei numeri hanno tentato di dimostrare questa congettura. La maggior parte dei matematici ritiene che questa congettura sia vera, basandosi principalmente sull'evidenza numerica e su ragionamenti euristici che riguardano la distribuzione probabilistica dei numeri primi.
Nel 1849 de Polignac enunciò una congettura più generale: per ogni numero naturale {\displaystyle k,} esistono infinite coppie di numeri primi che differiscono di {\displaystyle 2k.} Il caso {\displaystyle k=1} corrisponde esattamente alla congettura dei primi gemelli.
Nel corso degli anni sono stati raggiunti alcuni risultati parziali, il più recente dei quali (2013) mostra che esistono infiniti numeri primi tali che la loro distanza sia un numero minore o uguale a 264.

## Risultati parziali
Nel 1915 Viggo Brun dimostrò che la somma dei reciproci dei primi gemelli è convergente. Questo famoso risultato fu la prima applicazione del crivello di Brun e fu una pietra miliare per lo sviluppo della moderna teoria dei crivelli.
Nel 1940, Erdős dimostrò che esiste una costante {\displaystyle c<1} e infiniti numeri primi {\displaystyle p} tali che
{\displaystyle p'-p<c\cdot \ln p,}
dove {\displaystyle p'} indica il numero primo successivo a {\displaystyle p.}
Questo risultato fu in seguito migliorato; nel 1986 Helmut Maier dimostrò che può essere usata una costante {\displaystyle c<0{,}25.} Nel 2004 Daniel Goldston e  Cem Yıldırım dimostrarono che la costante può essere migliorata a {\displaystyle c=0{,}085786\ldots } Nel 2005 Goldston, Pintz e Yıldırım mostrarono che si può scegliere {\displaystyle c} arbitrariamente piccola; infatti, se si assume la congettura di Elliott-Halberstam, essi dimostrano che esistono infiniti {\displaystyle n} tali che almeno due tra {\displaystyle n,n+2,n+6,n+8,n+12,n+18,n+20} siano primi.
Nel 1966, Chen Jingrun dimostrò che esistono infiniti numeri primi {\displaystyle p} tali che {\displaystyle p+2} è o un primo o un semiprimo (cioè il prodotto di due primi). L'approccio che adottò è tipico della teoria dei crivelli e gli consentì di trattare la congettura dei primi gemelli e la congettura di Goldbach in maniere simili.
Definendo un numero primo di Chen un numero primo {\displaystyle p} tale che {\displaystyle p+2} sia un primo o un semiprimo, Terence Tao e Ben Green dimostrarono nel 2005 che esistono infinite triplette di primi di Chen in progressione aritmetica.
Zhang Yitang, un matematico sino-statunitense attivo nel campo della teoria dei numeri, nell'aprile del 2013 ha pubblicato un articolo sulla rivista Annals of Mathematics in cui dimostra che esistono coppie infinite di numeri primi distanti tra loro meno di 70 milioni. Il successivo lavoro di matematici come Terence Tao, Scott Morrison e Andrew Sutherland, unito al nuovo approccio di James Maynard, ha portato all'affinamento della dimostrazione, riducendo la distanza tra i primi da 70 milioni a 246.

## Congettura di Hardy-Littlewood
Vi è anche una generalizzazione della congettura dei gemelli, chiamata congettura di Hardy-Littlewood (da G. H. Hardy e John Littlewood), che riguarda la distribuzione dei primi gemelli, analogamente al teorema dei numeri primi. Indichiamo con {\displaystyle \pi _{2}(x)} il numero di primi {\displaystyle p\leq x} tali che {\displaystyle p+2} è primo. Definiamo la costante dei numeri primi gemelli {\displaystyle C_{2}} come
{\displaystyle C_{2}=\prod _{p\geq 3}{\frac {p(p-2)}{(p-1)^{2}}}\approx 0{,}66016118158468695739278121100145\ldots }
dove il prodotto si estende su tutti i numeri primi {\displaystyle p\geq 3.} Allora la congettura afferma che
{\displaystyle \pi _{2}(x)\sim 2C_{2}\int _{2}^{x}{dt \over (\ln t)^{2}},}
nel senso che il quoziente delle due espressioni tende a {\displaystyle 1} quando {\displaystyle x} tende a {\displaystyle +\infty .}
Questa congettura si può giustificare (ma non dimostrare) assumendo che {\displaystyle 1/\ln t} descriva la funzione di densità della distribuzione dei primi, assunzione suggerita dal teorema dei numeri primi. L'evidenza numerica della congettura di Hardy-Littlewood è piuttosto forte.